# Letux (kommunhuvudort)
Letux är en kommunhuvudort i Spanien.   Den ligger i provinsen Provincia de Zaragoza och regionen Aragonien, i den nordöstra delen av landet, 260 km öster om huvudstaden Madrid. Letux ligger 518 meter över havet och antalet invånare är 416.
Terrängen runt Letux är varierad. Runt Letux är det mycket glesbefolkat, med 6 invånare per kvadratkilometer. Närmaste större samhälle är Belchite, 6,9 km nordost om Letux. Omgivningarna runt Letux är i huvudsak ett öppet busklandskap.